# Hoysaleswara
Hoysaleswara (kannada: ಹೊಯ್ಸಳೇಶ್ವರ ದೇವಸ್ಥಾನ), također poznat jednostavno kao Halebidu hram je hinduistički hram iz 12. stoljeća u Halebiduu, bivšoj prijestolnici kraljevstva Hoysala, u indijskoj državi Karnataka; 30 kilometara od sjedišta okruga, grada Hassana i oko 210 kilometara od sjedišta Karnatake, Bengalorea. Bogato ukrašeni hram model je arhitekture kraljevstva Hoysala, a koji svjedoče o umjetničkim, kulturnim i teološkim perspektivama u južnoj Indiji 12. stoljeća i vladavini dinastije Hoysala. Zbog toga je ovaj hram od 2023. god. dio UNESCO-ove svjetske baštine poznate kao „Svetišta kraljevstva Hoysala”, zajedno s obližnjim hramom Chennakeshava hramom u Beluru i hramom Keshava u Somanathapuri koji je nešto južnije.
Hram je izgrađen na obalama velikog umjetnog jezera, pod pokroviteljstvom Hoysala kralja Vishnuvardhana. Stela pronađena u blizini hrama spominje donaciju zemljišta za njegovo održavanje 1121. godine. Njegova izgradnja, koja je trajala gotovo 80 godina, dovršena je 1160. god., za vrijeme vladavine Narasimhe (1142.-1173.), što pokazuje natpis na dovratniku južnog ulaza. 
Tijekom ranog 14. stoljeća, Halebidu su dva puta opljačkale i opustošile muslimanske vojske Delhijskog sultanata iz sjeverne Indije, a hram i glavni grad su pali u stanje propadanja i zapuštenosti.
Hram Hoysaleswara je dvostruki hram posvećen Šiva lingamama u Hoysaleswari i Santaleswari, nazvan po muškom i ženskom aspektu, oba jednaka i spojena u transeptu. Vani ima dva Nandi svetišta, gdje je svaki Nandi koji sjedi okrenut prema odgovarajućem Šiva lingamu unutra. Hram, isklesan od steatita, uključuje manje svetište za hinduističkog boga Sunca Suryu. Nekada je imao nadgradne tornjeve, ali više ih nema i hram izgleda ravno. Hram je okrenut prema istoku, iako se spomenik trenutno posjećuje sa sjeverne strane. I glavni hramovi i Nandi svetišta imaju kvadratni tlocrt. 
Hoysaleswara je vaišnavski hram koji s poštovanjem uključuje mnoge teme iz šivaizma i šaktizma, kao i prizore iz džainizma. Značajan je po svojim skulpturama, reljefima, frizovima, kao i ikonografiji, natpisima na sjevernoindijskom i južnoindijskom pismu i svojoj povijesti. Hramska umjetnička djela pružaju slikovni uvid u život i kulturu južne Indije u 12. stoljeću, ali ponajviše prikazuju scene iz hinduističkih tekstova poput Ramayane, Mahabharate i Bhagavata Purane kroz brojne frizove. Umjetnička djela u hramu Hoysaleswara su oštećena, ali uglavnom netaknuta.
Iako je nekoliko promjena tijekom stoljeća utjecalo na kompleks, poput gubitka vjerskih aktivnosti u Hoysaleswari, oblici, materijali, namjena, tradicije, duh i osjećaj izvornog hrama uglavnom su netaknuti. 
- Tlocrt hrama Šive u Halebidu iz 12. st.
- Svetište Sjeverni Nandi
- Ramajanski friz, vanjski zid
- Gornje velike slikovne ploče prikazuju duhovne priče iz hinduističkih tekstova kao što je:
- „Plešući Saraswati koji drži rukopis, olovku, alapini vinu i druge simbole znanja i umjetnosti”.

## Vanjske poveznice
- Hoysaleswara Temple at Halebidu (engl.)
- Halebid, Encyclopædia Britannica (engl.)